# Yeti (entreprise)
Yeti est une entreprise américaine qui commercialise principalement des récipients isothermes. Fondée en 2006, elle a son siège à Austin, au Texas.

## Historique
Roy Seiders et son frère aîné Ryan Seiders grandissent à Driftwood, un village dans le Texas, et passent une grande partie de leur enfance en plein air. Leur père (Roger Seiders) est un entrepreneur qui a conçu une canne à pêche en époxy. Ryan est diplômé de l'université Texas A&M en 1996 et Roy de l'université Texas Tech en 2000,.

Mug.

En 2006, Ryan lance l’entreprise Waterloo Rods, et vend cette société neuf ans plus tard. Roy, par ailleurs pêcheur et chasseur, commence sa carrière en fabriquant des bateaux sur mesure, pour pêcher dans des zones de profondeur limitée sur la côte du Texas. Toujours amateurs de plein air, ces deux frères fondent Yeti cette même année 2006 pour créer leur propre glacière haut de gamme, frustrés de la qualité des produits disponibles. L'entreprise cible les marchés de niche des amateurs de chasse et de pêche haut de gamme, des amateurs de plein air, des amateurs de plage et des amateurs d'eau.
En juin 2012, les deux tiers des actions de la société sont rachetés par le fonds d'investissement privé Cortec Group pour 67 millions de dollars. La société entre en bourse le 25 octobre 2018.